# Chaos (single)
Chaos is een single van de Belgische band Bazart uit 2016. Het stond in hetzelfde jaar als tweede track op het album Echo.

## Achtergrond
Chaos is geschreven door Oliver Symons, Mathieu Terryn en Simon Nuytten en geproduceerd door Symons en Terryn. Het is een Nederlandstalig lied uit de genres synthpop en indiepop. De single werd uitgebracht terwijl de eerste grote hitsingle van de band, Goud, nog hoog in de hitlijsten stond en was de voorloper van het daarna uit te brengen album Echo. Het lied is een bewerking van een gelijknamige lied van de band welke eerder in 2012 op de ep Meer dan ooit stond.

## Hitnoteringen
Het lied stond hoog genoteerd in de Vlaamse Ultratop 50. Het kwam hier tot de achtste plaats en was hierin 21 weken te vinden. Hiermee was had het een hogere piekpositie dan voorganger Goud, welke wel een stuk langer in de lijst stond en daardoor grootste Vlaamse hit ooit werd.